# Proportionele teller

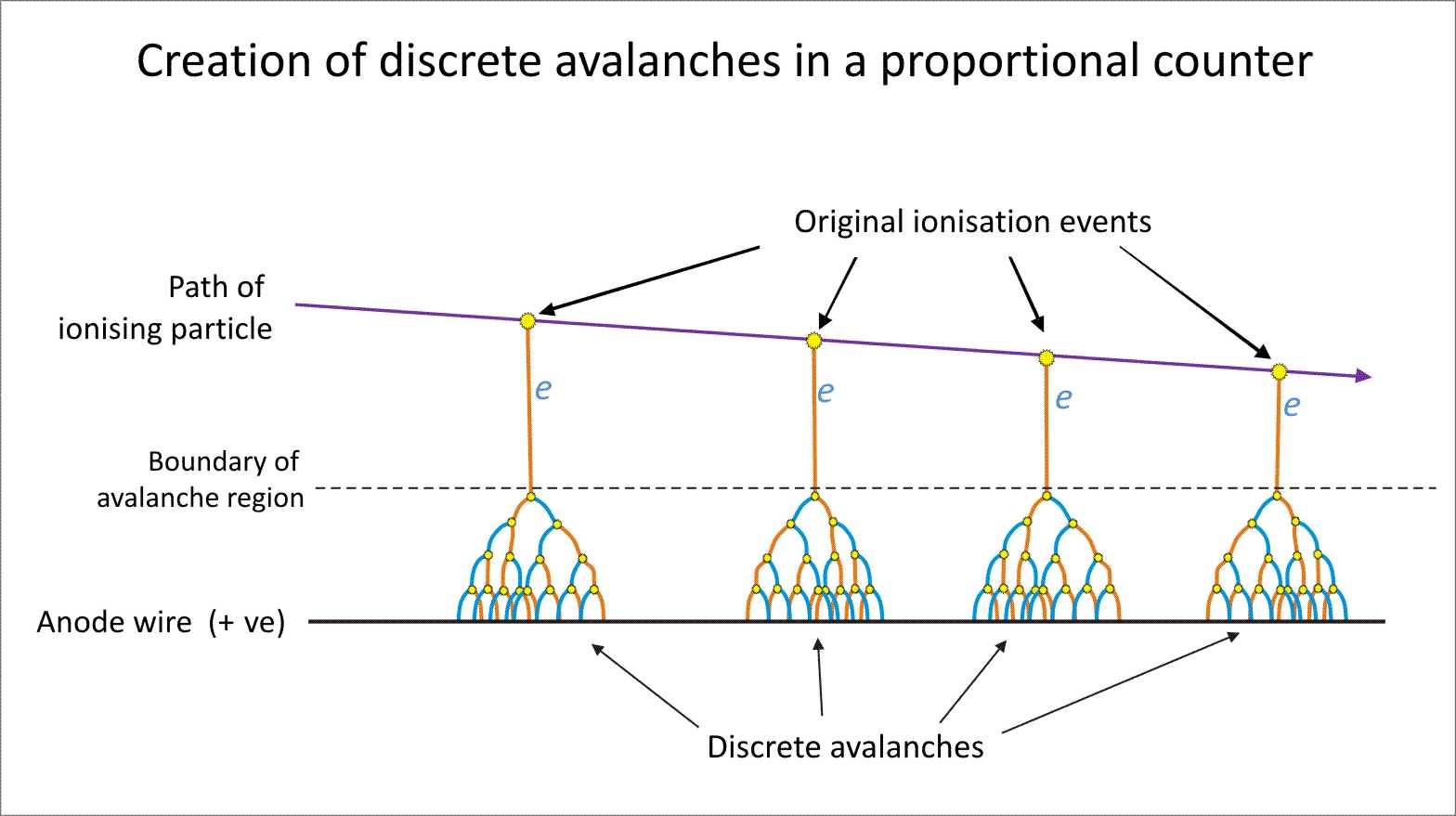
Principe van de proportionele teller

Een proportionele teller is een meetinstrument om de energie en intensiteit van ioniserende straling te meten.

## Beginsel
Een proportionele teller is net als de geigerteller een gasgevulde detector, maar gebruikt een lagere spanning. Als vulling dient een inert telgas met een dovend gas (quench gas) als stabilisator. Een veel toegepast gasmengsel is P-10: 90% argon, 10% methaan. Invallende ioniserende straling met voldoende energie (deeltje of foton) maakt elektronen los uit de atomen van het telgas zodat een los negatief elektron en een positief ion ontstaat: een ionenpaar (zie ionisatiepotentiaal). De invallende straling trekt op zijn weg door de detector een spoor van ionenparen. Door een elektrisch veld in de detector worden de vrijgemaakte elektronen naar een positieve elektrode (de anode) geleid, waar de totale lading kan worden uitgelezen. De positieve ionen trekken naar de negatieve elektrode (kathode), maar veel langzamer door hun grotere massa. In de praktijk zijn deze reistijden voor elektronen en ionen van de orde van respectievelijk micro- en milliseconden.

## Verschil met ionisatiekamer

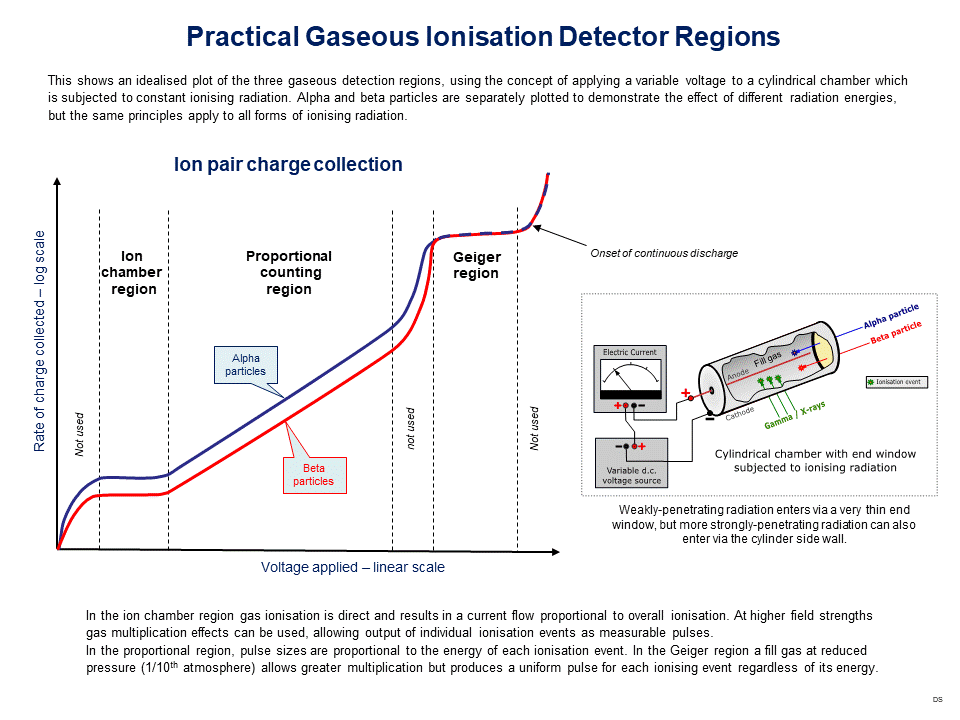
Verschil tussen ionisatiekamer, proportionele teller en Geigerteller

In een proportionele teller is - anders dan in een ionisatiekamer - de spanning hoog genoeg om de losgeslagen elektronen verdere ionenparen in het telgas te laten veroorzaken over hun vrije weglengte. Als dit proces zich herhaalt, ontstaat een lawine-effect (Townsend avalanche). Wordt de spanning zorgvuldig gekozen dat zullen de lawines onafhankelijk van elkaar optreden, zodat elke invallende ioniserende straal zijn eigen lawine veroorzaakt. Zo blijft de totaal losgemaakte lading in de detector evenredig met de hoeveelheid lading die oorspronkelijk door een invallend deeltje of foton vrijkwam. Vandaar de naam proportionele (evenredige) teller.
In een lawine kan de hoeveelheid lading exponentieel toenemen met de afgelegde afstand. De enorme versterking (tot aan een miljoen keer is mogelijk) komt de signaal-ruisverhouding ten goede en vermindert de behoefte aan elektronische versterking achteraf.

## Energiemeting
Door de totale lading tussen de elektroden te meten (de tijdintegraal van de elektrische stroom) wordt indirect de energie van het invallende deeltje of foton gevonden. Het aantal ionenparen dat de invallende straling veroorzaakte was namelijk evenredig met deze energie.

## Beheersing lawines

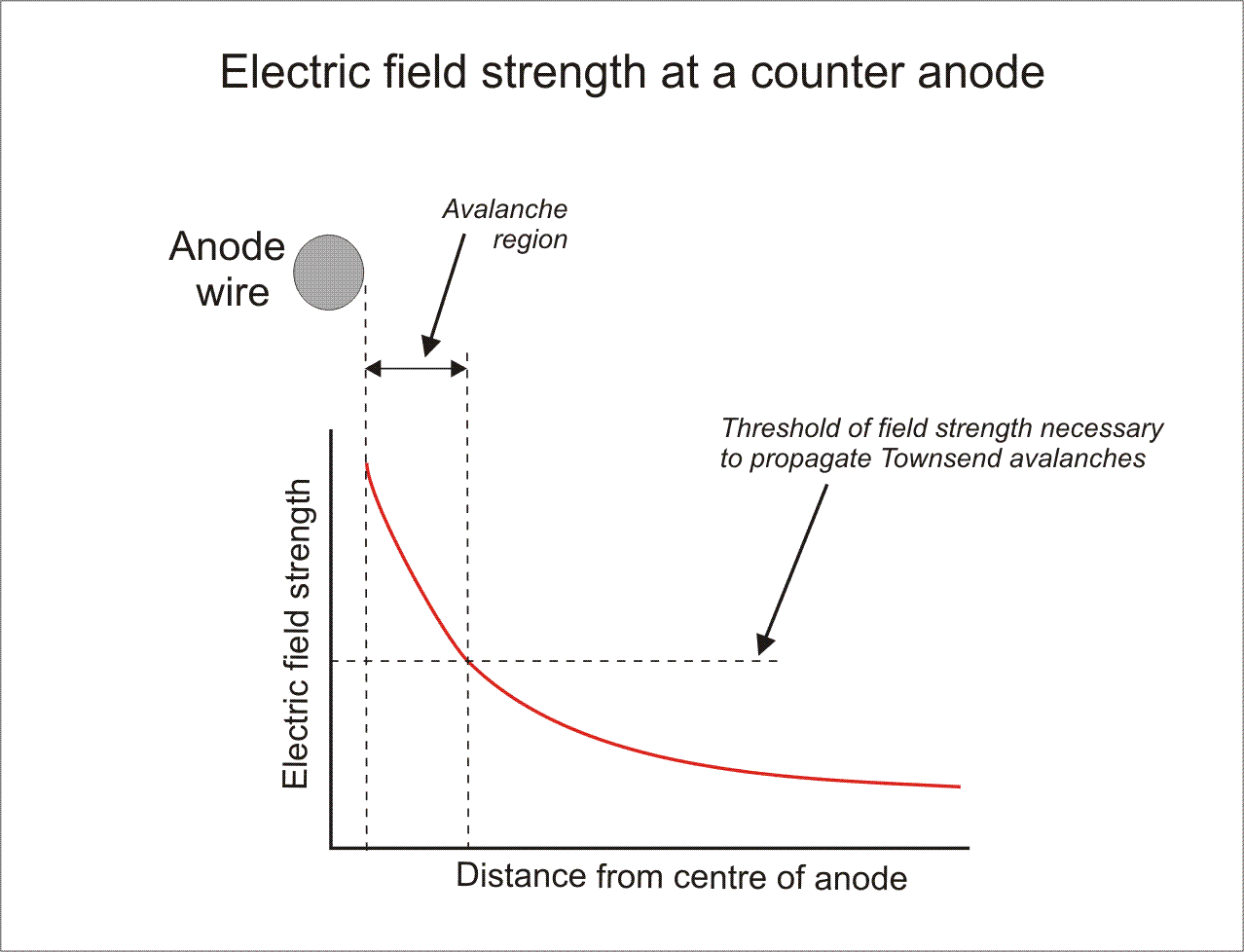
Beheersing van de lawines

De teller en de spanningen worden zo gekozen dat bijna overal in de detector het elektrische veld niet sterk genoeg is om een lawine-effect (Townsend avalanche) te veroorzaken. De elektronen moeten zich relatief rustig richting anode bewegen (drift) en pas daar moet een sterk veld vermenigvuldiging veroorzaken. Zo geldt voor elk elektron ongeveer dezelfde versterkingsfactor, onafhankelijk van de reisafstand van het elektron door de detector in het "drift"-gebied met zwakker elektrisch veld.
Als het elektrisch veld overal te zwak is, treedt nergens versterking op: dan spreekt men van een ionisatiekamer. Is het te sterk, dan treedt overal maximale versterking op zodat alle eindpulsen dezelfde waarde krijgen: dit geval heet Geiger-Müllerteller.
Het scheidend vermogen van de proportionele detector wordt beperkt door statische fluctuaties in de oorspronkelijke ionisatie en in het versterkingsproces.

## Toepassing
Proportionele tellers worden toegepast voor de meting van de energie van ioniserende deeltjes en van energierijke fotonen, zoals van röntgen- en gammastraling, als die door het detectorvenster kunnen komen.